# トロペツ公国

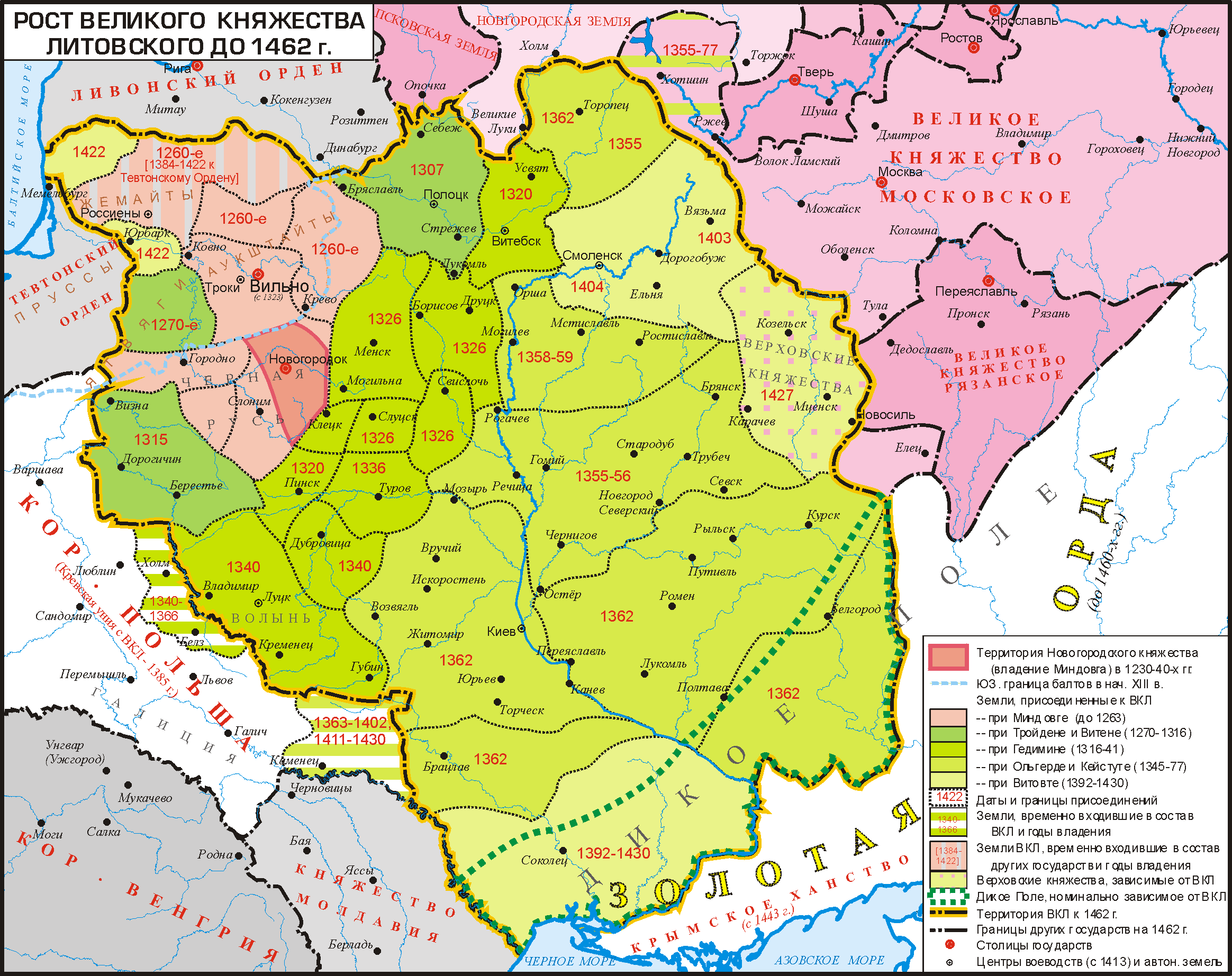
1462年のリトアニア大公国の地図。最北端の区域がトロペツ公国であった部分におおよそ一致する。

トロペツ公国（ロシア語: Торопецкое княжество）は中世ルーシの諸公国の一つである。その領土は比較的狭く、西ドヴィナ川の上流と、その支流のトロパ川流域を領土とし、北西の端はセリゲル湖に接していた。首都はトロペツにあった。元はスモレンスク公国の分領公国であり、後にリトアニア大公国に組み込まれた。

## 歴史
史料からは、スモレンスク公ロスチスラフの勅令の中に言及されている1159年が公国の設立年度と考えられている。また、ロスチスラフの遺言によって、ロスチスラフの子のムスチスラフ・フラブリーに公国をスモレンスク公国から分離・相続したのが1168年であるとし、この年を設立年度とみなす説もある。なお、年代記には、1168年にロスチスラフの別の子のスヴャトスラフが、トロペツ公国の奪取を画策したという言及がある。
ムスチスラフ・フラブリーの後は、その子にあたるムスチスラフ・ウダトニィーに属した。1214年にムスチスラフ・ウダトニィーの娘のフェオドシヤがヤロスラフと結婚した際に、花嫁の持参金の名目でトロペツ公国を受領し、後にフェオドシヤの子のアレクサンドル・ネフスキーが公国の相続人ということになった。
13世紀のはじめ、ポロツク公国、ノヴゴロド公国、ウラジーミル大公国等の周辺諸国が衝突した時期には、トロペツ公国は政治・交易の調停人の役割を果たした。一方、トロペツ教区はスモレンスクの北東の教区の一部に格下げされ、また、リトアニアからの圧力を受けるようになった。公国領は襲撃を受け荒廃し、1320年にはトロペツが陥落、最終的には14世紀に全域がリトアニア大公国の支配下へ入った。
その後、16世紀はじめのロシア・リトアニア戦争(ru)の終戦協定(ru)で、トロペツを含むかつてのスモレンスク公国の分領公国の領土はモスクワ大公国へ割譲された。18世紀のはじめにはピョートル1世の改革(ru)により帝政ロシアの行政区画の1つである、トロペツ・ウエズド(ru)となっている。